# 小鳞舌鳎
小鳞舌鳎（学名：Cynoglossus microlepis），又名淡水比目魚，为輻鰭魚綱鰈形目鰨亞目舌鳎科舌鳎属的鱼类，俗名剑状舌鳎、剑状三线鳎。分布于越南、泰国到加里曼丹及苏门答腊等，属于东南亚海水底层鱼类，體長可達32.5公分，棲息在河川底層水域，以無脊椎動物為食，生活習性不明，可做為食用魚。该物种的模式产地在婆罗洲东南马辰。
其种加词“microlepis”意为“细鳞的”。